# Torben Miehle
Torben Miehle (* 3. Oktober 1973 in Hamburg) ist ein deutscher Künstler, Buchautor, Politiker, Musiker, Schauspieler und Filmregisseur.

## Leben
Miehle wuchs zusammen mit drei Brüdern in Hamburg auf. Zunächst schloss er die Schule mit der mittleren Reife ab und ging dann zur Bundeswehr nach Flensburg. Schon während der Schulzeit nahm Miehle Theaterunterricht. 1992 startete Torben Miehle als Frontmann und Sänger mit der Rockband Warhead. 1996 gründete Miehle dann die Band Great Bitch Babylon. 1997 erschien die erste EP unter dem Titel Anti-Religion.
Anfang 2000 widmete Miehle sich der Kunst und der Malerei, darunter dem abstrakten Expressionismus, den er insbesondere in seinen Gemälden zum Ausdruck bringt. Seinen Stil manifestierte Miehle mit Action Painting und einem speziellen Drip-Painting-Verfahren, die an die Stilrichtung von Jackson Pollock erinnern.
Miehle taufte eine Serie seiner damaligen Werke die Kunst des Bösen und erklärte, dass die Prozesse, diese Gemälde zu erschaffen, einem Marathon gleichkämen. Diese Serie von Bildern gilt bis heute als unverkäuflich. Die besagten Werke befinden sich nach wie vor im Besitz des Künstlers, die er in einem Schrank seines Hauses unter Verschluss hält. Auch wenn Miehle sich bereits 2007 von der Kunst des Bösen distanzierte, so ließ er die Geschichte um seine frühen Werke 2021 noch einmal in die Rahmenhandlung seines ersten Romans mit einfließen.
2001 wechselte Torben Miehle ins Filmgeschäft. Er drehte Independent-Produktionen, in denen er auch als Schauspieler agierte, bis er schließlich 2010 mit Vladimir Burlakov für den Sat.1-Spielfilm Marco W. seine erste öffentliche Filmrolle bekam. In dem Gefängnisdrama spielt Miehle einen Mithäftling des Hauptdarstellers und wurde auf Grund seiner Tätowierungen in Szene gesetzt. Weitere Gastauftritte in Serien und Spielfilmen folgten.
2013 drehte Miehle ein Jugend-Drama und Ralf Richter unterstützte sein Vorhaben, indem er noch einmal in die Rolle des Kalle Grabowski stieg.
2014 machte Miehle eine dreijährige Ausbildung zum Mediengestalter in Bild und Ton.
2017 richtete sich Miehle erneut ein eigenes Atelier ein, um sich gänzlich auf die Malerei zu konzentrieren. Miehle ist dem Drip-Painting treu geblieben und hat seinen Stil spezifiziert und gefestigt. Seine künstlerische tätigkeit lässt Miehle mittlerweile auch in soziale Jugendarbeit mit einfließen. Unter anderem arbeitet Miehle im Bereich der Prävention mit Jugendlichen zusammen, die auf die schiefe Bahn geraten sind, um ihnen Perspektiven aufzuzeigen. Miehle leitet diverse Kunstprojekte an Schulen, insbesondere im Bereich des Action Painting.
Am 1. September 2020 trat Torben Miehle dem Ortsverband der Grünen in Bad Segeberg bei. Dort nahm er das Amt des Pressereferenten an und übernahm im Bundestagswahlkampf den Posten des Social-Media-Beauftragten. Unter anderem leitete Miehle den Wahlkampf des Direktkandidaten für den Wahlkreis 008 (Segeberg - Stormarn-Mitte).
Miehle verließ die Grünen mitten im Wahlkampf und wechselte zur FDP, was für großes Aufsehen in der Kommunalpolitik Segebergs sorgte; insbesondere da sich Miehle bereits einen lokalen Prominenten-Status erarbeitet hatte.
Von Juli 2021 bis 2023 war Torben Miehle der Pressereferent des Landesverbandes der jüdischen Gemeinden von Schleswig-Holstein und der dortige Sicherheitsbeauftragte.
Gemeinsam mit dem Stadthistoriker Axel Winkler führte Miehle durch die Ausstellung Jüdisches Leben - damals und heute.
Torben Miehle, der seine politische Laufbahn bereits 2015 bei der AfD begonnen hat, kehrte Anfang 2024 zur AfD zurück. Am 17. April 2025 gründete Miehle in Bad Segeberg einen Ortsverband der AfD. Beim Aufbau war Miehle, zusammen mit Julian Flak, dem Sprecher des Kreisverbandes, federführend. Und dies, obwohl Miehle aufgrund seiner politischen Radikalisierung nach rechts als äußerst umstritten gilt. Miehle ist inzwischen der Sprecher des Mittelzentrums, welches die Städte Bad Segeberg, Wahlstedt und die Gemeinden Fahrenkrug und Schackendorf zusammenschließt. Miehle gilt sowohl in der AfD als auch in der rechten Szene als gut vernetzt. Miehle wirbt seit 2023 offen für Remigration. In einem Video aus dem Jahre 2025 zeigte sich Torben Miehle zusammen mit dem österreichischen Rechtsextremisten Martin Sellner. In dem Video warb Miehle erneut für Remigration. Das Video wurde ausgerechnet vor einer Flüchtlingsunterkunft, dem LevoPark, in Bad Segeberg aufgenommen und sorgte in der linken Szene für Aufsehen.
Miehle hat der linken Szene, insbesondere Organisationen wie "Segeberg bleibt bunt" den Kampf angesagt. Dies belegen verschiedene E-Mails mit Teils heftigen Angriffen, wie die LN berichtet.
Der Kontakt zwischen Miehle und Sellner besteht schon seit mindestens 2021. Fotos und ein älteres Video belegen dies. Die Antifa Pinneberg verweist in einem Blog auf den schon längeren und scheinbar gefestigten Kontakt zwischen Miehle und Sellner. Das Brisante daran, 2021 war Miehle Mitglied bei Bündnis 90/Die Grünen und der Sicherheitsbeauftragte der jüdischen Gemeinde in Bad Segeberg. Also zum selbigen Zeitpunkt als Miehle nachweislich Kontakt zu Martin Sellner hatte.
Die Grünen werfen Miehle vor, dass er sie unterwandert hätte. 
Das Torben Miehle eine extrem rechte Gesinnung vertritt, bewies er auch mit der Teilnahme an dem von der AfD organisierten Vernetzungstreffen am 20. Juli 2024 unter dem Titel „Tag des Vorfeld“ in Neumünster/Einfeld. Bei diesem Treffen nahmen nur ausgewählte Gäste teil.

## Filmografie
- 2011: Marco W. 247 Tage im türkischen Gefängnis
- 2012: Wunschkind
- 2013: The Devil Loves Rock ’n’ Roll

Fernsehserien:
- 2011: Die Pfefferkörner (Staffel 8 – Folge 94)
- 2012: Der Dicke – Schlag auf Schlag (Staffel 4, Folge 2)
- 2014: Notruf Hafenkante – Das Alibi (Staffel 9,  Folge 8)
- 2015: Notruf Hafenkante – Außer Kontrolle (Staffel 10,  Folge 4)